# Liste des stations du métro de Mexico
 (janvier 2022).
Si vous disposez d'ouvrages ou d'articles de référence ou si vous connaissez des sites web de qualité traitant du thème abordé ici, merci de compléter l'article en donnant les références utiles à sa vérifiabilité et en les liant à la section « Notes et références ».
Cette liste des stations du métro de Mexico recense les stations du métro de Mexico, au Mexique. 

## Liste
Les correspondances entre les lignes de métro sont indiquées en gras.
| Ligne 1 De l'est à l'ouest | Ligne 2 De l'ouest au sud | Ligne 3 Du nord au sud | Ligne 4 Du nord au sud | Ligne 5 De l'est à l'ouest | Ligne 6 De l'ouest à l'est | Ligne 7 Du nord au sud | Ligne 8 De l'est à l'ouest | Ligne 9 De l'est à l'ouest | Ligne 12 De l'est à l'ouest | Ligne A De l'est à l'ouest | Ligne B De l'est du centre |
| - Pantitlán - Zaragoza - Gómez Farías - Boulevard Puerto Aéreo - Balbuena - Moctezuma - San Lázaro - Candelaria - Merced - Pino Suárez - Isabel la Católica - Salto del Agua - Balderas - Cuauhtémoc - Insurgentes - Sevilla - Chapultepec - Juanacatlán - Tacubaya - Observatorio | - Cuatro Caminos - Panteones - Tacuba - Cuitláhuac - Popotla - Colegio Militar - Normal - San Cosme - Revolución - Hidalgo - Bellas Artes - Allende - Zócalo - Pino Suárez - San Antonio Abad - Chabacano - Viaducto - Xola - Villa de Cortés - Nativitas - Portales - Ermita - General Anaya - Tasqueña | - Indios Verdes - Deportivo 18 de Marzo - Potrero - La Raza - Tlatelolco - Guerrero - Hidalgo - Juárez - Balderas - Niños Héroes - Hospital General - Centro Médico - Etiopía - Eugenia - División del Norte - Zapata - Coyoacán - Viveros - Miguel Ángel de Quevedo - Copilco - Universidad | - Martín Carrera - Talismán - Bondojito - Consulado - Canal del Norte - Morelos - Candelaria - Fray Servando - Jamaica - Santa Anita | - Politécnico - Instituto del Petróleo - Autobuses del Norte - La Raza - Misterios - Valle Gómez - Consulado - Eduardo Molina - Aragón - Oceanía - Terminal Aérea - Hangares - Pantitlán | - El Rosario - Tezozómoc - UAM-Azcapotzalco - Ferrería/Arena Ciudad de México - Norte 45 - Vallejo - Instituto del Petróleo - Lindavista - Deportivo 18 de Marzo - La Villa-Basílica - Martín Carrera | - El Rosario - Aquiles Serdán - Camarones - Refinería - Tacuba - San Joaquín - Polanco - Auditorio - Constituyentes - Tacubaya - San Pedro de los Pinos - San Antonio - Mixcoac - Barranca del Muerto | - Garibaldi-Lagunilla - Bellas Artes - San Juan de Letrán - Salto del Agua - Doctores - Obrera - Chabacano - La Viga - Santa Anita - Coyuya - Iztacalco - Apatlaco - Aculco - Escuadrón 201 - Atlalilco - Iztapalapa - Cerro de la Estrella - UAM-I - Constitución de 1917 | - Tacubaya - Patriotismo - Chilpancingo - Centro Médico - Lázaro Cárdenas - Chabacano - Jamaica - Mixiuhca - Velódromo - Ciudad Deportiva - Puebla - Pantitlán | - Tláhuac - Tlaltenco - Zapotitlán - Nopalera - Olivos - Tezonco - Periférico Oriente - Calle 11 - Lomas Estrella - San Andrés Tomatlán - Culhuacán - Atlalilco - Mexicaltzingo - Ermita - Eje central - Parque de los venados - Zapata - Hospital 20 de Noviembre - Insurgentes Sur - Mixcoac | - Pantitlán - Agrícola Oriental - Canal de San Juan - Tepalcates - Guelatao - Peñón Viejo - Acatitla - Santa Marta - Los Reyes - La Paz | - Ciudad Azteca - Plaza Aragón - Olímpica - Ecatepec - Múzquiz - Río de los Remedios - Impulsora - Nezahualcóyotl - Villa de Aragón - Bosque de Aragón - Deportivo Oceanía - Oceanía - Romero Rubio - Ricardo Flores Magón - San Lázaro - Morelos - Tepito - Lagunilla - Garibaldi-Lagunilla - Guerrero - Buenavista |